# Lake Blanche
Lake Blanche är en sjö i Australien. Den ligger i delstaten South Australia, omkring 640 kilometer norr om delstatshuvudstaden Adelaide. Arean är 470 kvadratkilometer. Den sträcker sig 33,0 kilometer i nord-sydlig riktning, och 33,0 kilometer i öst-västlig riktning. Sjön ligger i naturreservatet Strzelecki Regional Reserve.
Trakten runt Lake Blanche är ofruktbar med lite eller ingen växtlighet. Trakten runt Lake Blanche är nära nog obefolkad, med mindre än två invånare per kvadratkilometer. Genomsnittlig årsnederbörd är 219 millimeter. Den regnigaste månaden är februari, med i genomsnitt 70 mm nederbörd, och den torraste är oktober, med 2 mm nederbörd.